# David Kagan

Wappen von David Dennis Kagan

David Dennis Kagan (* 9. November 1949 in Waukegan, Illinois) ist Bischof von Bismarck.

## Leben
David Kagan empfing am 14. Juni 1975 die Priesterweihe für das Bistum Rockford.
Papst Benedikt XVI. ernannte ihn am 19. Oktober 2011 zum Bischof von Bismarck. Der Erzbischof von Minneapolis, John Clayton Nienstedt, spendete ihm am 30. November desselben Jahres die Bischofsweihe; Mitkonsekratoren waren sein Vorgänger Paul Albert Zipfel sowie Thomas George Doran, Bischof von Rockford.
David Kagan ist Ritter des Ritterordens vom Heiligen Grab zu Jerusalem.